# شوالیه دئون
شوالیه دئون (chevalière؛ ۵ اکتبر ۱۷۲۸ – ۲۱ مه ۱۸۱۰) دیپلمات، جاسوس و نظامی اهل فرانسه بود. وی که با نام‌هایی همچون شارل دئون دو بومون و شارلوت دئون دو بومون نیز شناخته می‌شود در جنگ هفت‌ساله حضور داشته و در کشورهای روسیه و انگلستان برای فرانسه جاسوسی کرده است.
از موفقیت‌های وی نفوذ به دربار الیزابت روسیه به‌عنوان یک زن بوده است. از سال ۱۷۷۷، دئون به عنوان یک زن زندگی می‌کرد و توسط پادشاه لوئی شانزدهم به‌طور رسمی به عنوان یک زن به رسمیت شناخته شد. همواره در بین افراد مختلف دربارهٔ جنسیت وی اختلاف نظر وجود داشته است. دئون در حالی که چهار سال آخر زندگی خود را در بستر بیماری گذرانده بود در ۲۱ مه ۱۸۱۰ درگذشت. دکتر در گواهی فوت تأیید کرده بود که وی دارای اندام‌های مردانه است اما ویژگی‌های زنانه همچون سینه‌های بزرگ نیز دیده می‌شود.